# Länge des aufsteigenden Knotens

Bahnelemente der elliptischen Umlaufbahn eines Himmelskörpers um einen Zentralkörper (Sonne/Erde)
Sechs Bahnelemente
a: Länge der großen Halbachse
e: numerische Exzentrizität
i: Bahnneigung, Inklination
Ω: Länge/Rektaszension des aufsteigenden Knotens
ω: Argument der Periapsis, Periapsisabstand
t: Zeitpunkt der Periapsispassage, Periapsiszeit, Epoche des Periapsisdurchgangs
Weitere Bezeichnungen
M: Ellipsenzentrum.
B: Brennpunkt, Zentralkörper, Sonne/Erde.
P: Periapsis.
A: Apoapsis.
AP: Apsidenlinie.
HK: Himmelskörper, Planet/Satellit.
☋: absteigender Knoten.
☊: aufsteigender Knoten.
☋☊: Knotenlinie.
♈: Frühlingspunkt.
ν: wahre Anomalie.
r: Abstand des Himmelskörpers HK vom Zentralkörper B

Die Länge des aufsteigenden Knotens (kurz Knotenlänge; Formelzeichen Ω) einer Umlaufbahn um die Sonne ist in der Himmelsmechanik der in der Ekliptik (Referenzebene oder Bezugsebene) zu messende heliozentrische Winkel zwischen aufsteigendem Knoten ☊ und Frühlingspunkt ♈.
Die Länge des aufsteigenden Knotens ist eines der sechs Bahnelemente (vgl. Graphik), die zur hinreichenden Beschreibung einer – idealen – Keplerbahn genügen. Zusammen mit der Inklination i und dem Argument der Periapsis ω gehört sie zu derjenigen Untergruppe der Bahnelemente, welche die Lage der Bahnebene im Raum definiert. 

## Andere Zentralkörper bzw. Referenzebenen
Bei anderen Zentralkörpern als der Sonne und / oder anderen Referenzebenen als der Ekliptik ist unter „Länge“ allgemein die erste Polarkoordinate eines sphärischen Koordinatensystems zu verstehen.
Abhängig von der Art des Objektes, dessen Bahnelement angegeben wird, sind folgende Bezugsebenen üblich:
- für sonnenorbitale Objekte des Sonnensystems, d. h. für Planeten, Asteroiden, Kometen: die Ekliptik
  - darin ist die Länge des aufsteigenden Knotens seine ekliptikale Länge (engl. longitude of the ascending node, LOAN), gemessen vom Frühlingspunkt aus.
- für Objekte, die nicht die Sonne umkreisen: die Äquatorebene des Zentralkörpers, den das Objekt stattdessen umkreist; etwa für Erdsatelliten mit gleichmäßiger Bahnhalbachse: die Ebene des Erd- bzw. Himmelsäquators (siehe Satellitenbahnelemente).
  - darin ist die Länge des aufsteigenden Knotens seine Rektaszension (d. h. die äquatoriale Länge, engl. right ascension of the ascending node, RAAN), wieder gemessen vom Frühlingspunkt aus, diesmal jedoch entlang des Äquators.
- für den Erdmond: die Ekliptik
  - darin ist die Länge des aufsteigenden Knotens seine ekliptikale Länge, geozentrisch vom Frühlingspunkt aus gemessen.

## Zeitabhängigkeit
Im Falle von Keplerbahnen (nur zwei Körper im Vakuum) ist die Länge des Knotens konstant, und die Bahnebene bleibt in ihrer Ausrichtung unter den Fixsternen stabil.
Bei gravitativen Störungen durch dritte Körper erleidet die Länge des Knotens kleine, teilweise periodische Änderungen. Daher wird das Bahnelement als eine Reihe oskulierender Terme bezüglich einer Epoche angegeben, also als zu einem bestimmten Zeitpunkt gültige Näherungslösung.
Als erste Näherung wird etwa der Wert für die Länge des Mondknotens angegeben zu
{\displaystyle \Omega =125{,}0445^{\circ }-1934{,}1363^{\circ }\cdot T}
mit T als Zeitargument in Julianischen Jahrhunderten seit der Epoche J2000.0 (Lit.: Vollmann, 3.5 S. 26).
Die etwa 19,34° in einem Julianischen Jahr (zu 365,25 Tagen) entsprechen einer vollständigen Umdrehung der Knotenlinie in 18,61 Jahren, der Nutationsperiode.